# Ace Attorney Investigations: Miles Edgeworth
Ace Attorney Investigations: Miles Edgeworth (逆転検事?, Gyakuten kenji) è il quinto videogioco della serie Ace Attorney creata dalla Capcom. Come il suo sequel, Ace Attorney Investigations 2, è stato pubblicato solo su Nintendo DS e Android.
Sebbene ci siano, come negli altri titoli della serie, discrepanze da individuare nelle testimonianze dei sospettati, il gioco si concentra maggiormente sulla risoluzione di enigmi. Non sono presenti le sessioni di tribunale alternate a quelle di investigazione, ma la storia si svolge sul luogo del delitto e dintorni. Inoltre, è diversa la prospettiva del giocatore: mentre negli altri titoli la visuale era in prima persona, in questo il personaggio appare nella parte superiore dello schermo, ed è possibile muoverlo a piacimento nelle 8 direzioni anche attraverso le stanze, alla ricerca di indizi o per parlare con i personaggi.
Nella versione europea il titolo è stato tradotto solamente in lingua inglese, al contrario dei titoli precedenti, disponibili anche in italiano, spagnolo, francese e tedesco.

## Trama
Al contrario dei titoli precedenti, il giocatore non controllerà un avvocato difensore ma vestirà i panni del procuratore Miles Edgeworth. A fianco di Edgeworth, è presente il detective Dick Gumshoe. Durante la storia, ritornano diversi personaggi ricorrenti della serie di Phoenix Wright tra cui: Franziska von Karma, Manfred von Karma, Ema Skye, Larry Butz, Wendy Oldbag, Maggey Byrde. È stata inoltre introdotta una ragazza, Kay Faraday (一条 美雲?, Ichijō Mikumo), che ha lo scopo di aiutare Edgeworth.
Sono presenti cinque casi:
Turnabout Visitor (逆転の来訪者?, Gyakuten no Raihōsha)
Nel primo episodio del gioco Miles Edgeworth torna nel suo ufficio dopo essere stato all'estero, e vi trova il cadavere di un detective. Con l'aiuto del detective Gumshoe, dovrà prima liberarsi delle accuse di omicidio alla sua persona, poi far cadere le accuse nei confronti di Maggey Byrde (in quel momento guardia di sicurezza della procura) e infine trovare le prove per accusare il corrotto procuratore Jacques Portsman.
Turnabout Airlines (逆転エアライン?, Gyakuten Earain)
Il secondo episodio si svolge due giorni prima di quello precedente. Miles è di ritorno in aereo quando durante una turbolenza perde conoscenza. Al suo risveglio, trova un cadavere nell'ascensore interno dell'aereo, che si rivela essere di un agente dell'interpol. Anche qui dovrà inizialmente far cadere le accuse nei suoi confronti per poter investigare sull'omicidio.
The Kidnapped Turnabout (さらわれる逆転?, Sarawareru Gyakuten)
Nel terzo caso Miles aiuta Ernest Amano, un suo vecchio amico il cui figlio Lance è stato rapito, consegnando il riscatto ai rapitori. Verrà a sua volta rapito, ma riuscirà poi a liberarsi grazie all'apparizione di Kay Faraday. Il caso si complicherà ancora di più quando scoprirà il cadavere Oliver Deacon, il maggiordomo di Ernest Amano e dall'arrivo dall'agente dell'Interpol Shi-Long Lang (狼 士龍?, Rō Shiryū) e la sua aiutante Shih-Na (シーナ?, Shīna).
Turnabout Reminiscence (過ぎ去りし逆転?, Sugisarishi Gyakuten)
Alla fine del caso precedente, Miles ricorda un caso risalente a sette anni prima in cui conobbe per la prima volta Kay Faraday. Quello che avrebbe dovuto essere il suo primo caso da procuratore, finì bruscamente prima di cominciare quando l'imputato e il procuratore Faraday furono trovati morti apparentemente uccisisi a vicenda, in realtà, entrambi furono uccisi da Calisto Yew, una spia sotto copertura di un gruppo di contrabbando.
Turnabout Ablaze (燃え上がる逆転?, Moeagaru Gyakuten)
L'ultimo caso è ambientato nell'ambasciata dell'ex stato di Cohdopia, ora sede dei due stati: il Regno di Allebahst e la Repubblica di Babahl, originati dal precedente. Un omicidio avviene in ognuna delle due ambasciate, nell'ambasciata di Babahl viene ritrovato il corpo senza vita del segretario dell'ambasciatore di Babahl, Manny Coachen. nell'ambasciata di Allebahst viene ritrovato un uomo di nome Ka-Shi Nou, il quale stava fingendo di essere il ladro Mask☆DeMasque II. In seguito, verrà scoperto da Edgeworth l'assassino di entrambi: Quercus Alba, ambasciatore di Allebahst.

## Modalità di gioco
In Ace Attorney Investigations viene presentata una nuova modalità di gioco usata da Miles Edgeworth e Gregory Edgeworth (quest'ultimo solo nel secondo gioco) questa funzione, a differenza del Magatama di Phoenix Wright e il braccialetto di Apollo Justice, ha una struttura molto più calma, e non c'è la necessità di presentare prove, ma solamente di collegare finestrelle con informazioni del caso.
Questa funzione, durante una investigazione, Edgeworth ottiene vari pezzi di informazione, i quali cerca di connettere gli eventi del caso che sta investigando. Per entrare nell'logic panel (lett. "pannello della logica") bisogna cliccare il bottone "Logic", per collegare le varie informazioni il giocatore dovrà cliccare, se i due pezzi di informazione combaciano diventeranno delle palline luminose e si uniranno, e lo schermo diventerà bianco per qualche secondo, se invece non combaciano le due palline cercheranno di unirsi, ma si staccheranno, causando una penalità.

## Accoglienza
Metacritic conta in media un voto totale di 78/100. Multiplayer.it ha assegnato al gioco un 85/100, non considerandolo la rivoluzione promessa da Capcom. SpazioGames ha assegnato al gioco un 83/100, considerandolo ben riuscito. IGN ha assegnato al gioco un 76/100, considerando il gameplay e la storia troppo lineare.
| AtomicGamer         | 95/100 |
| Universo Nintendo   | 90/100 |
| RPG Fan             | 87/100 |
| NintendoWorldReport | 85/100 |
| Multiplayer.it      | 85/100 |
| Eurogamer           | 80/100 |
| GameSpot            | 80/100 |